# Dettifoss
Dettifoss er et vandfald i Jökulsá á Fjöllum i det nordlige Island. Fossen er 44 meter høj og 100 meter bred og har en vandføring på gennemsnitligt 269 kubikmeter pr. sekund (målt i halvåret med størst vandgennemstrømning).
I samme elv ligger to andre fosser; Selfoss og Hafragilsfoss.